# Camptocladius despectus
Camptocladius despectus är en tvåvingeart som först beskrevs av Jean-Jacques Kieffer 1922.  Camptocladius despectus ingår i släktet Camptocladius och familjen fjädermyggor.
Artens utbredningsområde är Taiwan. Inga underarter finns listade i Catalogue of Life.